# Robert Schneider (Radsportler)
Robert Roy Schneider (* 14. Januar 1944 in Madison, Wisconsin) ist ein ehemaliger US-amerikanischer Radrennfahrer.

## Sportliche Laufbahn
Schneider war im Straßenradsport aktiv und Teilnehmer der Olympischen Sommerspiele 1972 in München. Im olympischen Straßenrennen schied er beim Sieg von Hennie Kuiper aus dem Rennen aus.

## Berufliches
Schneider beendete 1968 sein Studium an der University of Wisconsin und promovierte 1977 in Wirtschaftswissenschaft in Wisconsin. Von 1981 bis 1988 war er als Ökonom für den Internationalen Währungsfonds tätig und wechselte 1988 zur Weltbank.